# Finale UEFA Cup 1984
De UEFA Cupfinale van het seizoen 1983/84 is de dertiende finale in de geschiedenis van de UEFA Cup. RSC Anderlecht stond voor de tweede keer op rij in de finale en nam het op tegen Engelse Tottenham Hotspur. De eerste wedstrijd vond plaats op 9 mei 1984 in het Constant Vanden Stockstadion in Anderlecht. De terugwedstrijd vond plaats op 23 mei op White Hart Lane in Londen. In beide wedstrijden werd het 1-1, Tottenham won uiteindelijk na het nemen van strafschoppen. Het is tot op heden de laatste Europese trofee van de Spurs.

## Voorgeschiedenis
RSC Anderlecht stond voor de tweede keer op rij in de finale. De Brusselse club was titelverdediger. Tottenham stond voor de derde keer in de finale van de UEFA Cup. De Engelsen stonden namelijk in 1972 en 1974 ook al eens in de finale. In 1972 wonnen ze in een Engelse finale van Wolverhampton Wanderers, maar twee jaar later verloren de Spurs van Feyenoord.

## Verslag
Aanvoerder Frank Vercauteren werd bij Anderlecht in de heenwedstrijd door een knieblessure uit de ploeg gelaten door coach Paul Van Himst, die ervoor koos om met drie aanvallers (Kenneth Brylle, Erwin Vandenbergh en Alex Czerniatynski) aan de wedstrijd te beginnen. Bij Tottenham Hotspur ontbraken de middenvelders Glenn Hoddle en Osvaldo Ardiles, waardoor aanvoerder Steve Perryman van de verdediging naar het middenveld werd geschoven door coach Keith Burkinshaw. RSC Anderlecht kwam na iets minder dan een uur spelen op achterstand, waarna Van Himst besloot om Vercauteren in te brengen om het middenveld te versterken. In de slotminuten mocht ook Frank Arnesen nog invallen. Meteen daarna schoot de Deen hard op doelman Tony Parks, die daardoor het leer niet onder controle kreeg. De mee opgeschoven libero Morten Olsen profiteerde van de fase om de gelijkmaker tegen de netten te duwen.
In de terugwedstrijd mocht Vercauteren in de basis starten en Arnesen nam in de aanval de plaats in van Brylle. Bij Tottenham verdween de geschorste Perryman uit de ploeg; hij werd vervangen door Gary Mabbutt.  RSC Anderlecht kwam na een uur spelen op voorsprong via Czerniatynski. In het laatste kwartier van de reguliere speeltijd maakte Osvaldo Ardiles zijn rentree. Niet veel later scoorde gelegenheidsaanvoerder Graham Roberts de gelijkmaker.

### Strafschoppen
Voor het eerst in de geschiedenis van de UEFA Cup brachten strafschoppen de beslissing. Morten Olsen, die in de heenwedstrijd nog een belangrijke goal had gescoord, miste de eerste strafschop voor RSC Anderlecht. Danny Thomas miste de vijfde strafschop voor Tottenham, maar de IJslander Arnór Guðjohnsen kon er niet van profiteren. Hij miste de vijfde strafschop voor Anderlecht, waardoor Tottenham de UEFA Cup in ontvangst mocht nemen.

### Wedstrijddetails
|                          |                |       |                   | |
| 9 mei 1984 20:00 (UTC+2) | RSC Anderlecht | 1 – 1 | Tottenham Hotspur | Constant Vanden Stockstadion, Anderlecht Toeschouwers: 32.777 Scheidsrechter: Bruno Galler (Zwitserland) |
| 9 mei 1984 20:00 (UTC+2) | Olsen 85'      |       | 57' Miller        | Constant Vanden Stockstadion, Anderlecht Toeschouwers: 32.777 Scheidsrechter: Bruno Galler (Zwitserland) |

| Anderlecht | Tottenham |

| RSC Anderlecht: |    |                    |     |
|                 |    |                    |     |
| GK              | 1  | Jacky Munaron      |     |
| CB              | 2  | Georges Grün       |     |
| CB              | 10 | Morten Olsen       |     |
| CB              | 3  | Walter De Greef    |     |
| RM              | 8  | Wim Hofkens        |     |
| CM              | 6  | Enzo Scifo         |     |
| CM              | 7  | René Vandereycken  |     |
| LM              | 5  | Michel De Groote   |     |
| RF              | 11 | Kenneth Brylle     |     |
| CF              | 9  | Erwin Vandenbergh  | 82' |
| LF              | 4  | Alex Czerniatynski | 64' |
| Wisselspelers:  |    |                    |     |
| GK              | 12 | Dirk Vekeman       |     |
| MF              | 13 | Per Frimann        |     |
| MF              | 14 | Frank Vercauteren  | 64' |
| FW              | 15 | Arnór Guðjohnsen   |     |
| MF              | 16 | Frank Arnesen      | 82' |
| Coach:          |    |                    |     |
| Paul Van Himst  |    |                    |     |

| Tottenham Hotspur: |    |                 |     |
|                    |    |                 |     |
| GK                 | 1  | Tony Parks      |     |
| RB                 | 2  | Danny Thomas    |     |
| CB                 | 5  | Paul Miller     |     |
| CB                 | 4  | Graham Roberts  |     |
| LB                 | 3  | Chris Hughton   |     |
| RM                 | 10 | Gary Stevens    | 81' |
| CM                 | 7  | Micky Hazard    |     |
| CM                 | 6  | Steve Perryman  | 67' |
| LM                 | 11 | Tony Galvin     | 71' |
| CF                 | 8  | Steve Archibald |     |
| CF                 | 9  | Mark Falco      |     |
| Wisselspelers:     |    |                 |     |
| MF                 | 12 | Gary Mabbutt    | 81' |
| FW                 | 14 | Garth Crooks    |     |
| MF                 | 15 | Richard Cooke   |     |
| DF                 | 16 | Ian Culverhouse |     |
| GK                 | 17 | Ray Clemence    |     |
| Coach:             |    |                 |     |
| Keith Burkinshaw   |    |                 |     |

|                           |                                        |       |                                           |                                                                                           |
| 23 mei 1984 20:00 (UTC+1) | Tottenham Hotspur                      | 1 – 1 | RSC Anderlecht                            | White Hart Lane, Londen Toeschouwers: 46.258 Scheidsrechter: Volker Roth (West-Duitsland) |
| 23 mei 1984 20:00 (UTC+1) | Roberts 84'                            |       | 60' Czerniatynski                         | White Hart Lane, Londen Toeschouwers: 46.258 Scheidsrechter: Volker Roth (West-Duitsland) |
| 23 mei 1984 20:00 (UTC+1) | Strafschoppen                          |       |                                           | White Hart Lane, Londen Toeschouwers: 46.258 Scheidsrechter: Volker Roth (West-Duitsland) |
| 23 mei 1984 20:00 (UTC+1) | Roberts Falco Stevens Archibald Thomas | 4 – 3 | Olsen Brylle Scifo Vercauteren Guðjohnsen | White Hart Lane, Londen Toeschouwers: 46.258 Scheidsrechter: Volker Roth (West-Duitsland) |

| Tottenham | Anderlecht |

| Tottenham Hotspur: |    |                 |         |
|                    |    |                 |         |
| GK                 | 1  | Tony Parks      |         |
| RB                 | 2  | Danny Thomas    |         |
| CB                 | 5  | Paul Miller     | 73' 78' |
| CB                 | 4  | Graham Roberts  |         |
| LB                 | 3  | Chris Hughton   |         |
| RM                 | 10 | Gary Stevens    | 57'     |
| CM                 | 7  | Micky Hazard    |         |
| CM                 | 6  | Gary Mabbutt    | 74'     |
| LM                 | 11 | Tony Galvin     |         |
| CF                 | 8  | Steve Archibald |         |
| CF                 | 9  | Mark Falco      | 70'     |
| Wisselspelers:     |    |                 |         |
| MF                 | 12 | Osvaldo Ardiles | 78'     |
| FW                 | 14 | Garth Crooks    |         |
| DF                 | 15 | Mark Bowen      |         |
| MF                 | 16 | Alistair Dick   | 74'     |
| GK                 | 17 | Ray Clemence    |         |
| Coach:             |    |                 |         |
| Keith Burkinshaw   |    |                 |         |

| RSC Anderlecht: |    |                    |         |
|                 |    |                    |         |
| GK              | 1  | Jacky Munaron      |         |
| RWB             | 8  | Wim Hofkens        |         |
| CB              | 2  | Georges Grün       |         |
| CB              | 10 | Morten Olsen       |         |
| CB              | 3  | Walter Degreef     |         |
| LWB             | 5  | Michel De Groote   |         |
| RM              | 9  | Enzo Scifo         |         |
| CM              | 7  | René Vandereycken  |         |
| LM              | 6  | Frank Vercauteren  |         |
| CF              | 11 | Frank Arnesen      | 42' 78' |
| CF              | 4  | Alex Czerniatynski | 104'    |
| Wisselspelers:  |    |                    |         |
| GK              | 12 | Dirk Vekeman       |         |
| FW              | 14 | Kenneth Brylle     | 104'    |
| FW              | 16 | Arnór Guðjohnsen   | 78'     |
| Coach:          |    |                    |         |
| Paul Van Himst  |    |                    |         |